# Broken Highway
Broken Highway – australijski film dramatyczny z 1993 roku. Reżyserem filmu jest Laurie McInnes. W rolach głównych wystąpili Aden Young i David Field. Film zaprezentowano na Festiwalu Filmowym w Cannes w 1993 roku.

## Fabuła
Film w konwencji czarno-białego dramatu, w charakterze amerykańskiego westernu, ale z cechami filmu noir.
Angel (Aden Young) podróżuje ze swoim przyjacielem Maxem (Dennis Miller) statkiem do Honeyfield, miasta u wybrzeżu Australii. Nie dociera do celu albowiem, umiera na pokładzie statku. Ciało zostaje zawinięte w pakunek i wyładowane w mieście Honeyfield. Na wybrzeżu nikt nie wie co się znajduje w pakunku. Rozeszła się plotka, że w paczce znajduje się opium. Czy Angel oby na pewno zmarł?.

## Nagrody i nominacje
- Międzynarodowy Międzynarodowy Festiwal Filmowy w Cannes
  - nominacja: Złota Palma
- Australijska Akademia Sztuk Filmowych i Telewizyjnych AFI/AACTA 1993:
  - nominacja za: Najlepsza aktorka Claudia Karvan,
  - nominacja za: Najlepsza aktorka drugoplanowa Kris McQuade,
  - nominacja za: Najlepsza scenografia Lesley Crawford,
  - nominacja za: Najlepsze zdjęcia Steve Mason,
  - nominacja za: Najlepszy dźwięk Jeanine Chiavlo, Paul 'Salty' Brincat, Penn Robinson[3].

## Obsada
- Aden Young - Angel
- David Field - Tatts
- Bill Hunter - Wilson
- Claudia Karvan - Catherine
- Norman Kaye - Elias Kidd
- William McInnes - Roger
- Stephen Davis - Jack
- Dennis Miller - Max O’Donnel
- Kris McQuade - kobieta
- Peter Settle - menadżer